# Стугна-П
«Стугна-П» — український протитанковий ракетний комплекс. Розроблений київським конструкторським бюро «Луч».
Комплекс належить до другого покоління ПТРК — він є напівавтоматичним, із системою наведення по лазерному променю. Може вести вогонь ракетами калібру 130 мм або 152 мм з різними бойовими частинами, що встановлюються у контейнері.
Оператор може керувати комплексом дистанційно з пульту, який виноситься на відстань до 50 м.
Комплекс став основою для ПТРК «Скіф» — українсько-білоруського проєкту, розробленого у співпраці з мінською компанією «Пеленг».[⇨]

## Історія
Після здобуття Україною Незалежності КБ «Луч» розробило протитанкові ракети «Стугна» калібру 100 мм, що призначалися для модернізації танків Т-55 та гармат МТ-12 «Рапіра». Ракети «Стугна» були аналогом російських протитанкових ракет «Кастет».
У 2005 році КБ «Луч» почало розробку нового протитанкового ракетного комплексу — «Стугна-П». Ракети у новому комплексі були більшого калібру, ніж у «Стугни» — 130 мм.
Комплекс «Стугна-П» призначений для ураження танків та інших броньованих цілей, в тому числі оснащених сучасними засобами динамічного захисту. Як виявила практика застосування «Стугна-П», ПТРК також здатний вражати статичні та маневрені повітряні цілі типу вертоліт.
12 квітня 2011 року ПТРК «Стугна-П» був прийнятий на озброєння Міністерством оборони України.
У лютому 2015 був представлений мобільний варіант протитанкового комплексу «Стугна-П», встановлений на шасі UTV CFmoto Tracker.
20 березня 2015 року ДК «Укроборонпром» почав масовий випуск ПТРК «Стугна-П», про що повідомив генеральний директор ДК «Укроборонпром» Р. А. Романов.
4 жовтня 2015 року Збройні сили України та Національна гвардія отримали на озброєння легкий мобільний протитанковий комплекс вітчизняної розробки на базі квадроциклу CFmoto Tracker 800.
Наприкінці 2015 року ракета Р-2С завершила сертифікацію за стандартами НАТО для її подальшого використання європейськими компаніями. Партнером КБ «Луч» на європейському та натовському ринку виступає бельгійська компанія CMI Defence (Cockerill Maintenance & Ingénierie).
У вересні 2018 року стало відомо, що Україна отримала понад 100 тепловізорів Aselsan Eye-Lr S, які будуть встановлюватися на установки «Стугна-П».
Лише у 2018 році було доставлено 2500 ракет для Збройних Сил України.
У серпні 2023 року міністр із питань стратегічних галузей промисловості Олександр Камишін повідомив, що Україна вчетверо збільшила виробництво комплексів, порівняно з січнем 2023 року.

## Опис комплексу
Базова версія складається з встановленої на штативі пускової установки, контейнера для ракет, приладу наведення і пульта дистанційного керування, який дозволяє оператору робити пуск на відстані.

### Ракети
Комплекс «Стугна-П» комплектується ракетами калібру 130 мм, що встановлюються у транспортно-пусковому контейнері. Керована ракета може бути оснащена різними типами бойових частин: тандемною кумулятивною, осколково-фугасною або термобаричною.
Характеристики ракет, згідно специфікацій КБ «Луч»:
| Ракета | Калібр | Тип бойової частини  | Бронепробивність | Кількість осколків |
| ------ | ------ | -------------------- | ---------------- | ------------------ |
| РК-2С  | 130 мм | тандемна кумулятивна | 800 мм за ДЗ     |                    |
| РК-2ОФ | 130 мм | осколково-фугасна    | 60 мм            | 600 шт             |

Вартість ракети складає від 20 до ~50 тис. доларів США залежно від умов контракту.

### Наведення

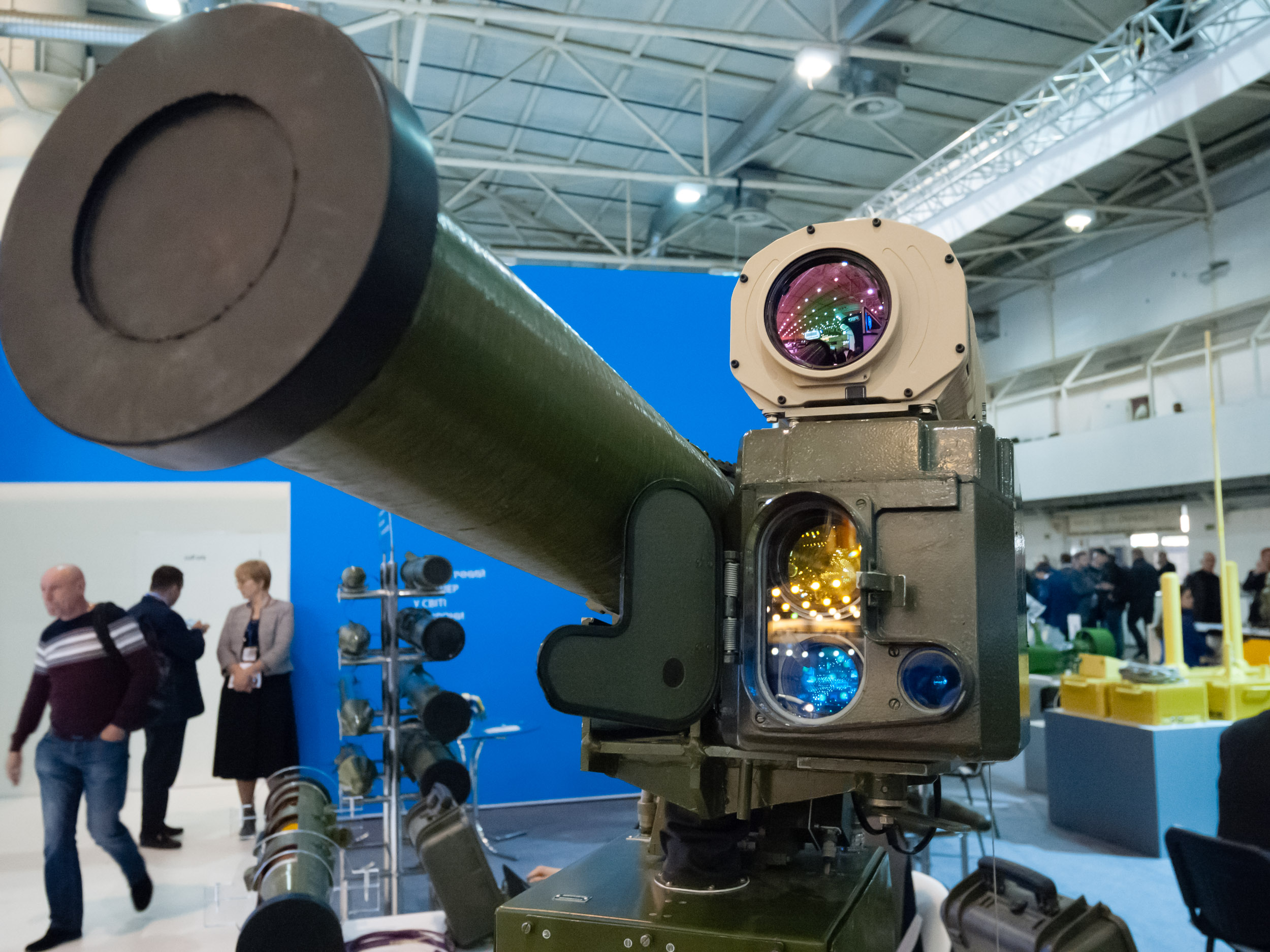
Комплекс з тепловізором Aselsan Eye-Lr S.

Комплекс оснащений напівавтоматичною системою наведення за лазерним променем. Також можливе дистанційне керування ракетою по телевізійному каналу із закритої позиції (спеціально підготовленого укриття).
Прилади наведення:
- «ПН-І»:
  - Маса: 15 кг
  - Дальність виявлення цілі типу «танк» вдень: до 6,500 м
  - Дальність розпізнавання цілі: 2,500 м
- Aselsan Eye-Lr S[8]
  - Цілі вдень: до 15,000 м
  - Танк уночі: до 5,600 м
  - Людина вночі: до 2,500 м

Для стрільби вночі, а також в умовах поганої видимості, може встановлюватися малогабаритна телевізійна камера SLX-Hawk від британської компанії Selex ES.

## Мобільний протитанковий комплекс

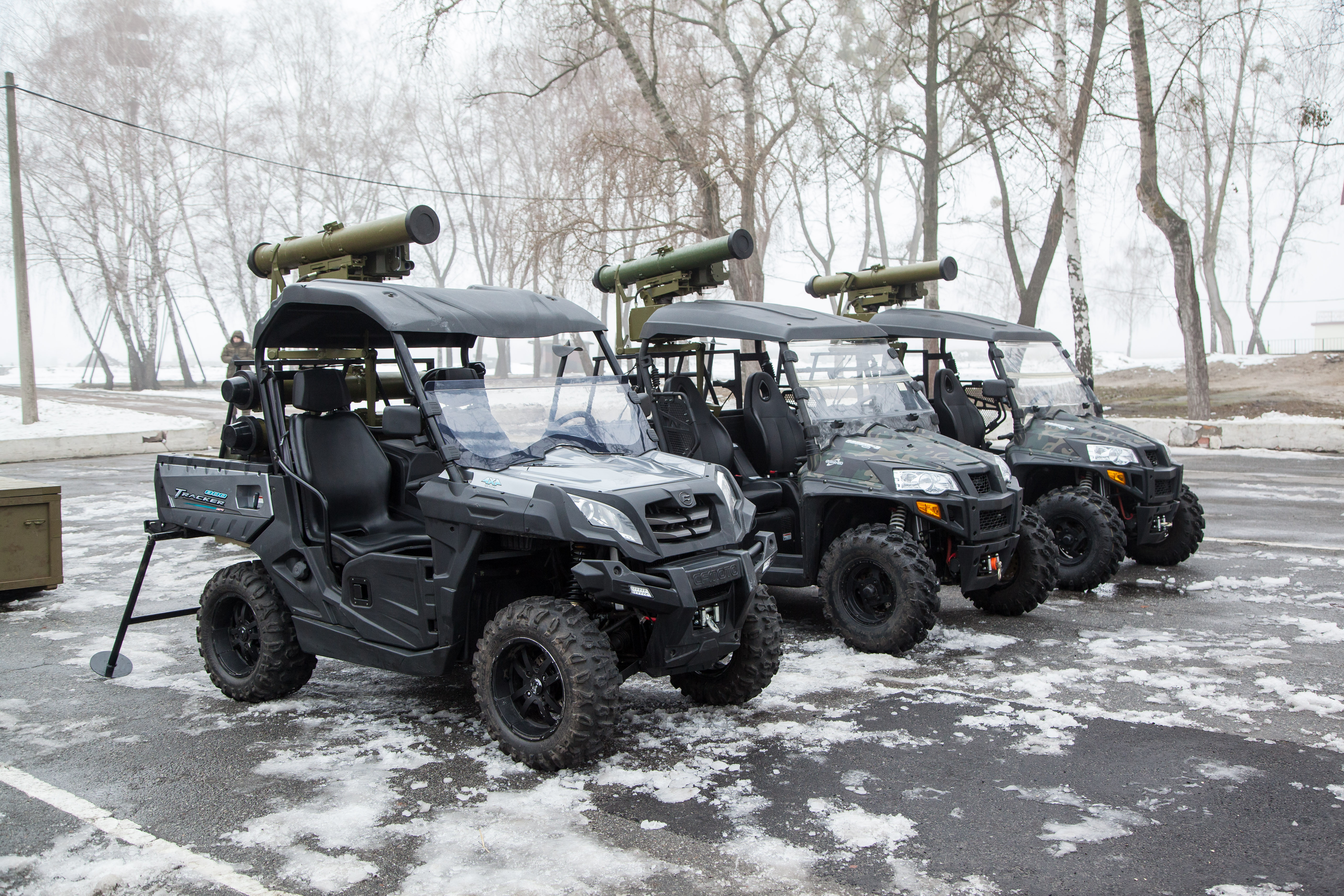
«Стугна-П» на CFmoto Tracker 800

Для потреб української армії в 2015 році було розроблений новий мобільний протитанковий комплекс «Стугна-П» на базі CFmoto Tracker 800. На платформу вантажного відкритого багі встановлено ПТРК з дистанційним керуванням та три запасні ракети, а також може бути оснащений стрілецькою зброєю. Екіпаж всюдиходу складає всього дві особи.
Завдяки потужному шасі UTV з двигуном потужністю 63 к.с., повним приводом і можливістю блокування диференціала дозволяє розвивати швидкість до 105 км/год та несподівано з'являтися там, де ворог його зовсім не очікує. Час підготовки пострілу теж був зведений до мінімуму. Завдяки своїй мобільності протитанковий всюдихід може завдавати несподівані удари по ворогу і швидко змінювати свою позицію, що робить його ефективною одиницею як в польових умовах, так і в умовах міського бою.

## Бойове застосування

### Російсько-українська війна
ПТРК «Стугна» складає значну частину українського протитанкового озброєння. Це основний засіб ракетної протидії танкам поряд з імпортованими із США та Естонії «Джавелінами».
Повідомлялося, що комплекс використовувався при обороні Луганського аеропорту влітку 2014 року. Комплекс також був використаний при обороні Донецького аеропорту.
В жовтні 2018 року стало відомо, що 93-тя окрема механізована бригада «Холодний Яр» Збройних Сил України отримала всюдиходи UTV (Utility Task Vehicle) для перевезення пускових установок ПТРК «Стугна». Подібні всюдиходи — UTV CFmoto Tracker 800 із ПТРК «Стугна» — у жовтні 2015 року отримала Національна гвардія України.
ПТРК «Стугна-П» були неодноразово з успіхом використані для знищення вогневих засобів ворога. Так, наприклад, надвечір 30 січня 2019 року на лінії зіткнення з російсько-терористичними військами у Луганській області на напрямку Сокільники — Кримська українським протитанковим підрозділом було знищено ворожу бойову машину — багатоцільовий тягач МТ-ЛБ зі встановленою зенітно-артилерійською установкою ЗУ-23-2.
15 березня 2020 року, поблизу окупованої Саханки, неподалік Маріуполя українським захисникам вдалось підбити вантажівку бойовиків, що здійснювала логістичне забезпечення російсько-терористичних військ. Як стверджують бойовики, у результаті влучання було ліквідовано одного бійця російсько-терористичних військ, а ще один отримав поранення. Показані ними залишки ракети свідчать про використання ПТРК «Стугна-П».
Наприкінці грудня 2021 року українським волонтером Олександром Карпюком було оприлюднене відео з камери наведення комплексу ураження вантажівки «Урал» окупаційних сил Росії. Точне місце події, дата ураження вантажівки та підрозділ ПТРК волонтером не розголошується.
У 2022 році, під час російського вторгнення в Україну, «Стугна-П» використовувалася Збройними Силами України проти ворожої техніки. Зокрема, ПТРК використовували Сили територіальної оборони ЗСУ. Так, бійці 112-ї БТрО, використовуючи «Стугну», спалили п'ять одиниць російської техніки під час бою біля села Скибин, Київська область, в тому числі два танки.
На початку квітня 2022 року військовослужбовцями 95 ОДШБр влучним пуском ракети «Стугна-П» було знищено ударний вертоліт Ка-52 російських військ в польоті. Перед тим з ПТРК «Корсар» було знищено російський Мі-8. 1 травня було поширене відео іще одного успішного застосування ПТРК «Стугна-П» по завислому Ка-52. Тут так само не спрацював комплекс оборони вертольоту «Витебск», який нібито дає максимальний захист від всіх можливих ракетних загроз. Включно із детекцією лазерного опромінювання.
Були також зафіксовані в бойових умовах випадки успішного застосування комплексу по цілях на відстанях до 5 км (4800-5000 м) і більше або на менших відстанях але зі значною кутовою швидкістю, в рухому та частково видиму ціль на відстані близько 4 км та проти піхоти в польовому укритті на відстані близько 4 км та складу боєприпасів у польовому укритті на відстані близько 4,6 км.
Українські «Стугна-П» також були використані в «дуелях» з російськими операторами ПТРК в умовах міста. Тут дуже вигідно проявила себе можливість дистанційного керування комплексом. Зокрема, відомий випадок знищення російського оператора ПТРК «Корнет», який був вимушений весь час перебувати безпосередньо поруч з комплексом, зі «Стугни-П».
У грудні 2022 року підрозділ ПТРК «Дайвер» зі «Стугни» знищив новітній російський танк Т-90М.

## Версії

### Скіф
«Стугна-П» має експортну версію — «Скіф». Єдина відмінність «Скіфа» від «Стугни-П» — використання прицілу виробництва білоруської компанії «Пеленг». ПТРК «Скіф» оснащується білоруським приладом наведення ПН-С, ПТРК «Стугна-П» — приладом наведення ПН-І української розробки. Скіф-М може використовувати усі ракети класу РК-2.
Ракета виготовляється у м. Київ на ДАХК «Артем», прилад наведення «ПН-С» — у м. Мінськ на ВАТ «Пеленг».
Комплекс комплектується ракетами калібрів 130 мм і 152 мм в транспортно-пускових контейнерах з тандемними кумулятивними (РК-2С, РК-2М-К) і осколково-фугасними (РК-2ОФ, РК-2М-ОФ) бойовими частинами.
18 травня 2018 року було успішно завершено фінальні випробування «Скіфа» — експортного варіанту комплексу «Стугна-П».
Версії:
- «Скіф» — базова модифікація, представлена на виставці у лютому 2005 року[40]
- «Скіф-Д» — складається з встановленої на тринозі пускової установки, контейнера для ракет Р2, приладу наведення ПН-С і пульту дистанційного керування, який дозволяє оператору виконувати пуск з дистанції до 50 м
- «Скіф-М» — ПТРК, оснащений білоруським тепловізоромТренажер «Скіф»

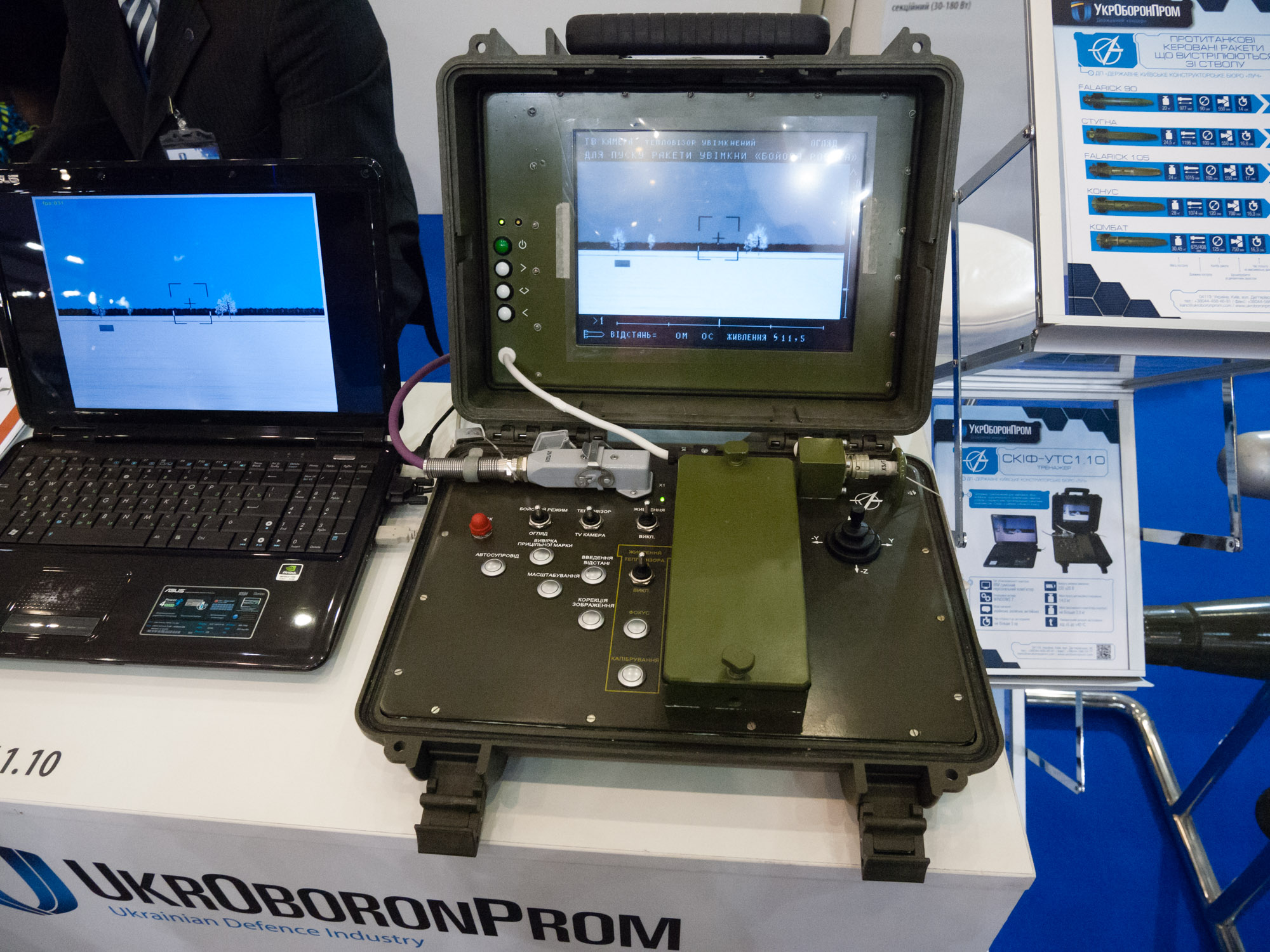
Тренажер «Скіф»

- автономний тренажер ПТРК «Скіф», розроблений білоруським ЗАО «ЦНІП» — вперше представлений в 2013 році на збройовій виставці IDEX-2013, призначений для навчання розрахунків «Скіф»[41]

### Амулет
На виставці «Зброя та Безпека 2019» було представлено оснований на «Стугні» протитанковий ракетний комплекс «Амулет» на шасі СБА «Новатор». А в лютому 2020 року КБ «Луч» представило ПТРК «Амулет» вже на шасі БРДМ-2.

### Скіф-М
Створений в 2022 році з урахуванням досвіду бойового застосування в умовах уже повномасштабного російського вторгнення. Зміни торкнулись пускової установки: суттєво полегшено триногу, установка отримала нові пристрої повороту та піднесення та кращі акумулятори живлення. Комплекс отримав новий полегшений пульт дистанційного керування з новими комфортнішими органами
управління польотом ракети. Також оновлено модуль прицілювання та наведення ПН-У, до його складу інтегровано лазерний далекомір.

## Оператори
- Україна: У 2017 році КБ «Луч» продовжив постачання протитанкових ракетних комплексів «Стугна-П», достроково поставивши біля 300 ракет РК-2 із визначеною замовником кількістю пускових установок до серпня того ж року[44].
  - 20 квітня 2011 прийнятий на озброєння Збройних Сил України[45];
  - 4 жовтня 2015 прийнятий на озброєння Національної гвардії України[6];

- Азербайджан:
прийнятий на озброєння в 2010[46] й встановлюються на бронеавтомобілі «Скорпіон»[47]
- Алжир:
влітку 2016 року підписано контракт на придбання комплексів «Скіф»[48]
- Грузія (модифікація ПТРК Скіф)[49]
- М'янма[50]
- Марокко[51]
- Саудівська Аравія: (модифікація ПТРК Скіф)
у серпні 2018 року було придбано п'ятдесят українських ПТРК «Скіф» та «Корсар» виробництва КБ «Луч».[52].
- Катар[53]
- Єгипет[54]
- Йорданія[54]

### Туреччина
В жовтні 2020 року гендиректор «Укрспецекспорту» Вадим Ноздря повідомив, що в Туреччині на спільному підприємстві «Щит Чорного моря» виготовлятимуть ПТРК «Скіф». На першому етапі роботи це буде великовузлова збірка з поставлених із України складових. Також Туреччина замовила партію цих ПТРК в Україні для своїх потреб.

## Вартість
На 2022 рік одна ракета «Стугни-П» коштувала близько $20 тис.

## В культурі
ПТРК «Стугна» згадується у пісні «Байрактари й джавеліни» Тараса Компаніченка, присвяченій російсько-українській війні.

### Інструкції
- Інструкція по стрільбі з ПТРК «Стугна» («Скіф») — КБ «Луч», 11 березня 2022.
- Інструкція по використанню ПТРК «Скіф» — КБ «Луч», 11 березня 2022.

### Відео
- КБ «Луч». Протитанкові комплекси на YouTube
- ПТРК "Скиф" на канале CTV.by на YouTube
- ПТРК Скиф в программе «Военная тайна» на YouTube
- Противотанковые комплексы КБ «Луч» на YouTube

### Новини
- КБ «Луч» підготувало до передачі ЗСУ чергову партію протитанкових керованих ракет. www.ukrmilitary.com. Ukrainian Military Pages. 26 липня 2018. Архів оригіналу за 26 липня 2018. Процитовано 26 липня 2018.
- На «Зброя та безпека» покажуть ПТРК «Стугна-П». mil.in.ua. Український мілітарний портал. 30 липня 2018. Архів оригіналу за 30 липня 2018. Процитовано 30 липня 2018.
- Нова армія: Збройні сили України отримали велику кількість ПТРК “Стугна-П” та “Корсар”. uprom.info. Національний промисловий портал. 23 серпня 2018. Архів оригіналу за 23 серпня 2018. Процитовано 23 серпня 2018.
- Михайло Жирохов (22 квітня 2019). Почему танки оккупантов беспомощны перед украинскими ракетами. www.dsnews.ua. Ділова столиця. Архів оригіналу за 26 жовтня 2019. Процитовано 26 грудня 2019.
- Тисячі керованих ракет «Корсар» і «Стугна» поставлено до війська. armyinform.com.ua. АрміяInform. 13 листопада 2019. Архів оригіналу за 28 листопада 2019. Процитовано 26 грудня 2019.